# Там (телесериал)
«Там» (англ. Over There) — сериал снятый в жанре военной драмы для канала FX. Сериал стартовал в США 27 июля 2005 года. В Канаде сериал показывали на канале History Television с 6 сентября 2005 года. Формат сериала 16:9 в стандарте HDTV.
«Там» не хочется называть «сериалом» в классическом понимании. Это 13 связанных между собой историй, которые показывают зрителю судьбу простых солдат отделения пехоты армии США, а также судьбы их родных и близких на гражданке. Оказавшись на войне и осознав реальность происходящего, они переоценивают ценности и иначе смотрят на свою жизнь, их последней надеждой остаются родные и близкие, которых, как считали новобранцы, они пошли защищать… Мирная жизнь в США удачно вплетена в сюжет и лучше раскрывает личную драму каждого из героев и несостоятельность американской политики в целом.
Финальную песню исполняет сам режиссёр Крис Джеролмо/Chris Gerolmo.

## Отзывы критиков
- TV series Over There dramatizes Iraq war article from the July 22, 2005 edition of the Christian Science Monitor.
- «Fighting the Good fight» article from the July 25, 2005 edition of Newsweek.
- «Over There brings the Iraq war home» article from the July 26, 2005 issue of USA Today.
- «Over There — Hollywood Joins the War Party» article edited on July 29, 2005 by Antiwar.com.
- «There’s Over There — and there’s the real thing» article from the August 30, 2005 issue of the San Francisco Chronicle.

## Список эпизодов
- 1. Там (Over There)
- 2. Блокпост (Roadblock Duty)
- 3. Пленник (The Prisoner)
- 4. Я хочу мои унитазы! (I Want My Toilets)
- 5. Приписанный (Embedded)
- 6. Все в порядке, мам, я просто истекаю кровью (It’s Alright Ma, I’m Only Bleeding)
- 7. Миссия завершена (Mission Accomplished)
- 8. Ситуация — нормальная (Situation Normal)
- 9. Трофеи войны (Spoils of War)
- 10. День самоубийц (Suicide Rain)
- 11. Сироты (Orphans)
- 12. Оружие массового поражения (Weapons of Mass Destruction)
- 13. Следуй за деньгами (Follow the Money)